# Microdiplosis pongamiae
Microdiplosis pongamiae är en tvåvingeart som först beskrevs av Mani 1934.  Microdiplosis pongamiae ingår i släktet Microdiplosis och familjen gallmyggor. Inga underarter finns listade i Catalogue of Life.